# قرار مجلس الأمن التابع للأمم المتحدة رقم 1366
قرار مجلس الأمن التابع للأمم المتحدة رقم 1366، المتخذ بالإجماع في 30 آب / أغسطس 2001، بعد إعادة التأكيد على القرارات 1196 (1998)، 1197 (1998)، 1208 (1998)، 1265 (1999)، 1296 (1999)، 1318 (2000)، 1325 (2000) و1327 (2000) فيما يتعلق بجوانب النزاع المسلح، كرر المجلس هدفه المتمثل في منع نشوب النزاعات المسلحة كجزء من مسؤوليته عن صون السلم والأمن الدوليين.

## القرار

### أعمال
وشدد القرار على أن المسؤولية الأساسية لمنع الصراع تقع على عاتق الحكومات الوطنية. وبحسب المجلس، فإن نجاح إستراتيجية وقائية من الأمم المتحدة يتطلب دعم وموافقة الحكومة المعنية. وأعرب عن استعداده للنظر في النزاعات المسلحة التي توجهها أي دولة عضو إلى المجلس. ودُعيت جميع الدول الأعضاء إلى تعزيز قدرة الأمم المتحدة على صون السلم والأمن الدوليين وتوفير الموارد لمنع نشوب الصراعات. وفي الوقت نفسه، أكد من جديد أهمية التسوية السلمية للنزاعات وفقا للفصل السادس من ميثاق الأمم المتحدة.
ودعا مجلس الأمن الأمين العام إلى إحالة قضايا انتهاكات القانون الإنساني الدولي وحالات النزاع المحتملة إلى المجلس. وشدد على أهمية إدراج الشرطة المدنية وعناصر نزع السلاح والتسريح وإعادة الإدماج في عمليات حفظ السلام. وطُلب من الأمين العام إيلاء مزيد من الاهتمام للمنظور الجنساني خلال ولايات حفظ السلام.
وأيد زيادة استخدام بعثات تقصي الحقائق وبناء الثقة إلى مناطق الصراع في وضع استراتيجيات المنع الإقليمية. وزاد التركيز على منع نشوب الصراعات في أفريقيا من خلال الجهود المبذولة من خلال منظمة الوحدة الأفريقية والجماعة الاقتصادية لدول غرب أفريقيا. واختتم القرار برغبة مجلس الأمن في مواصلة النظر في تقرير الأمين العام عن منع نشوب الصراعات.

## روابط خارجية
- نص القرار في undocs.org